# The Decline of Western Civilization Part II: The Metal Years
The Decline of Western Civilization Part II: The Metal Years es un documental estadounidense de 1988 dirigido por Penelope Spheeris sobre la escena heavy metal de la ciudad de Los Ángeles entre 1986 y 1988. Es la segunda película de una trilogía dirigida por Spheeris describiendo la vida en Los Ángeles desde diversos puntos de vista. La primera entrega, The Decline of Western Civilization, lanzada en 1981, trata sobre la escena punk rock entre 1979 y 1980. La tercera película, The Decline of Western Civilization III, estrenada en 1998, narra el estilo de vida de los adolescentes callejeros a finales de los años noventa.
La película contiene actuaciones en vivo y entrevistas a bandas y personalidades del heavy metal como Aerosmith, Alice Cooper, Kiss, Megadeth, Motörhead, Ozzy Osbourne y W.A.S.P. La escena en que Spheeris visita al por entonces guitarrista de W.A.S.P., Chris Holmes, mientras éste se encuentra en medio de una piscina bebiendo una botella entera de vodka, es quizás la más recordada del documental.
La película debutó en el Wiltern Theatre y contó con David F. Castagno, publicador y editor de la revista Screamer, como maestro de ceremonias.

## Presentaciones musicales
- Lizzy Borden - "Born to Be Wild"

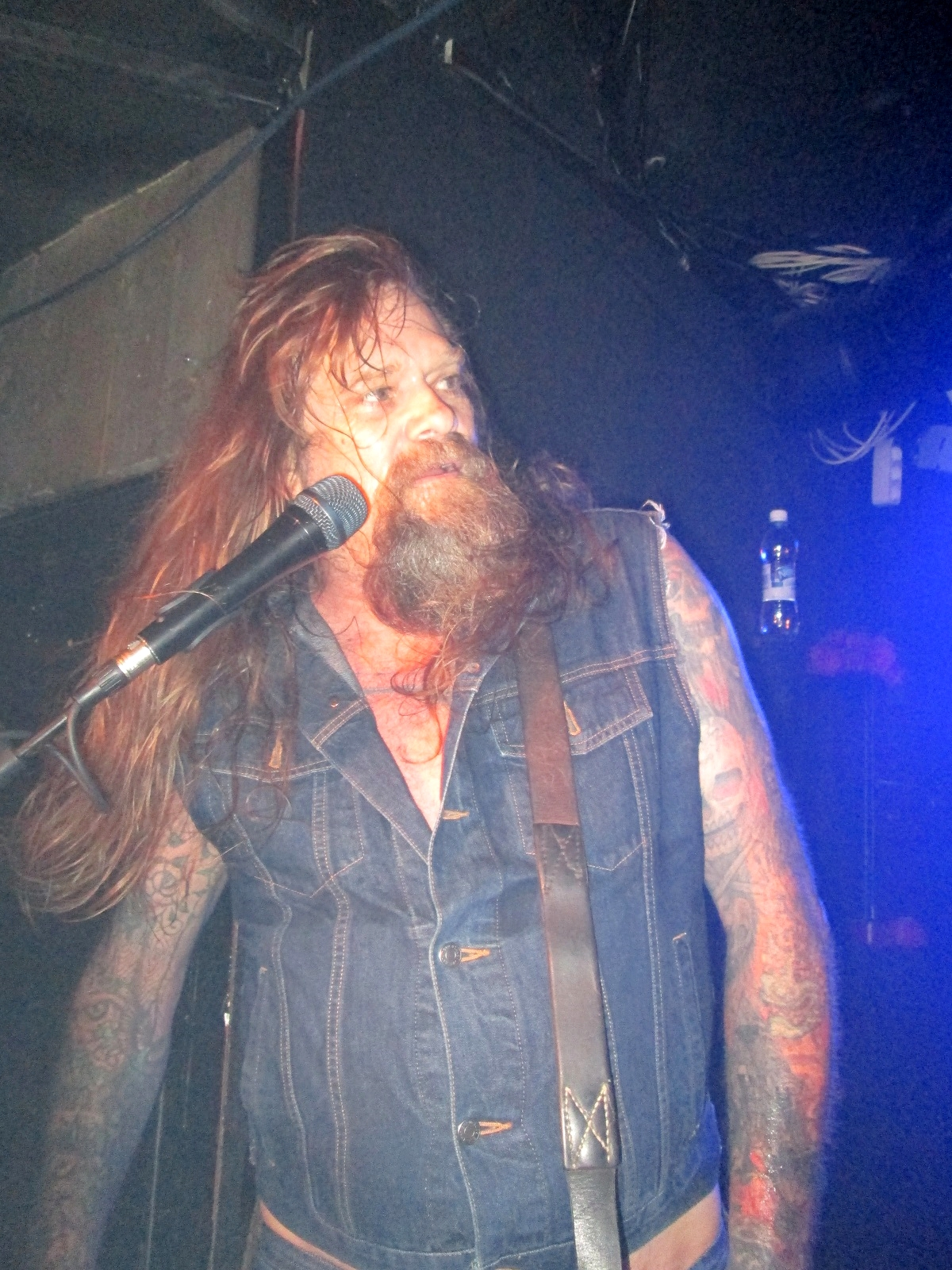
El guitarrista Chris Holmes fue uno de los entrevistados en el documental.

- Faster Pussycat - "Cathouse", "Bathroom Wall"
- Seduce - "Crash Landing", "Colleen"
- London - "Breakout", "Russian Winter"
- Odin - "Little Gypsy", "12 O'Clock High"
- Megadeth - "In My Darkest Hour"

## Banda sonora
Capitol Records publicó un álbum con la banda sonora del documental.
1. "Under My Wheels" - Alice Cooper con Axl Rose, Slash e Izzy Stradlin de Guns N' Roses
2. "Bathroom Wall" - Faster Pussycat
3. "Cradle to the Grave" - Motörhead
4. "You Can Run But You Can't Hide" - Armored Saint
5. "Born to Be Wild" - Lizzy Borden
6. "In My Darkest Hour" - Megadeth
7. "Prophecy" - Queensrÿche
8. "The Brave" - Metal Church
9. "Foaming at the Mouth" - Rigor Mortis
10. "Colleen" - Seduce